# Gösta Gärdin

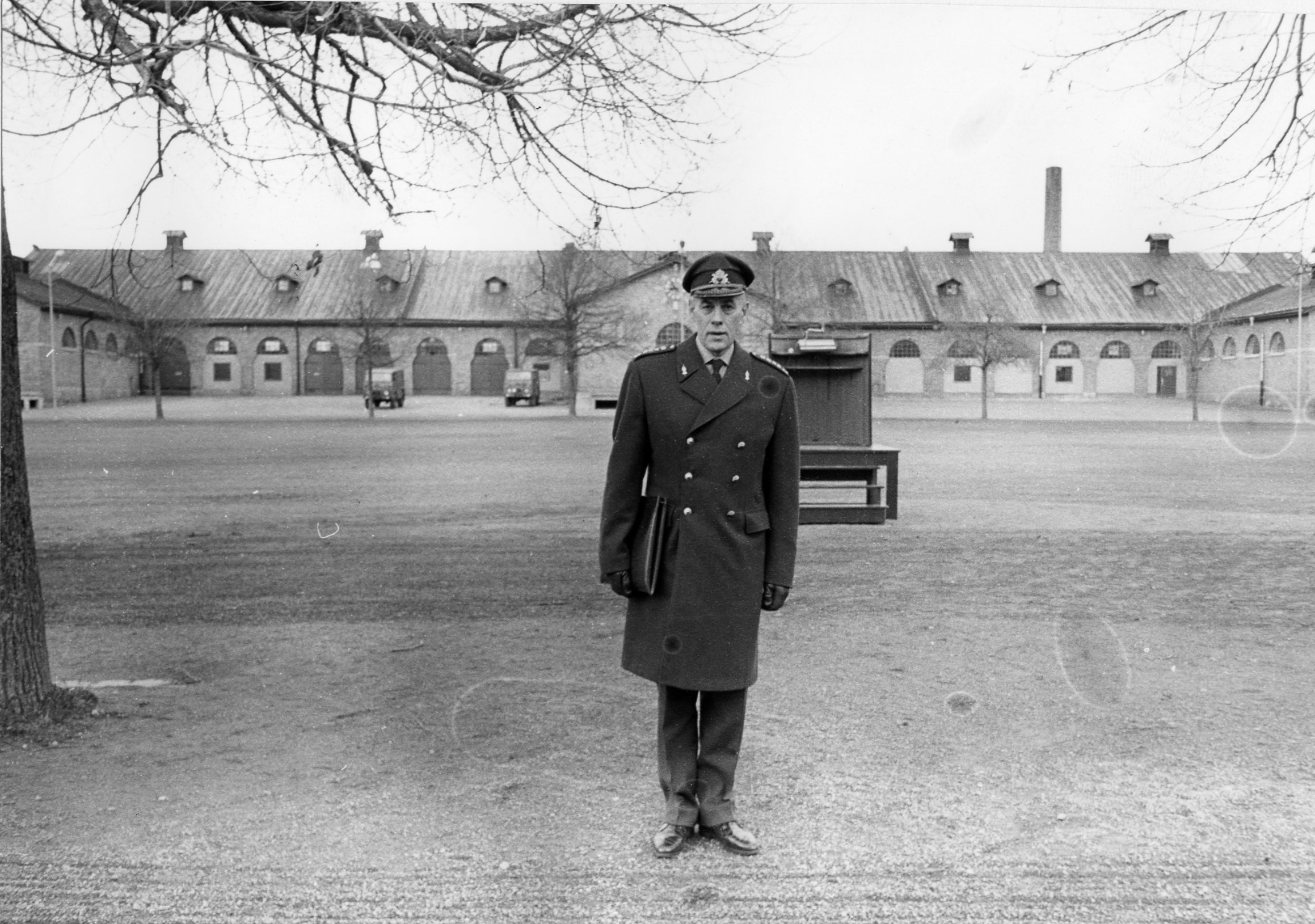
Gösta Gärdin (1975)

Gösta Gärdin (ur. 28 maja 1923 w Linköping, zm. 12 grudnia 2015 w Jönköping) – szwedzki pięcioboista nowoczesny. Brązowy medalista olimpijski z Londynu.
Zawody w 1948 były jego jedynymi igrzyskami olimpijskimi. W rywalizacji w pięcioboju nowoczesnym zajął trzecie miejsce. Wyprzedzili go jego rodak William Grut i Amerykanin George Moore. Był mistrzem świata w drużynie w 1949.
W 1946 poślubił Margit Engman.